# Stephan Andersen
Stephan Maigaard Andersen (* 26. November 1981 in Kopenhagen) ist ein dänischer ehemaliger Fußballtorwart. Andersen gehörte zum Kader der dänischen Nationalmannschaft, für die er in 30 Partien zum Einsatz kam, und nahm an der Weltmeisterschaft 2010 und den Europameisterschaften 2004 und 2012 teil.

## Karriere

### Verein
Andersen wurde zunächst in der Jugendakademie von Brøndby IF ausgebildet und wechselte einige Jahre später in die Jugendmannschaft von Hvidovre IF. Im Jahre 2000 machte er sein erstes Spiel in der ersten Mannschaft und wurde Stammspieler. Er schloss sich im Jahre 2002 dem Lokalrivalen Akademisk Boldklub an und absolvierte sein erstes Spiel in der höchsten dänischen Liga, der Superliga. In seiner ersten Saison erreichte er mit AB den neunten Tabellenplatz, der zum Klassenerhalt reichte. In der folgenden Saison stieg er mit AB in die zweite Liga ab.
Im Sommer 2004 ging Andersen zusammen mit seinem Nationalmannschaftskollegen Dennis Rommedahl nach England zu Charlton Athletic, die damals in der Premier League spielten. Er konnte sich dort nicht durchsetzen und kam in zweieinhalb Jahren nur zu 17 Einsätzen, weshalb er im Januar 2007 zu seinem Jugendklub Brøndby IF zurückkehrte. In der zweiten Hälfte der Saison 2006/07 kam er auf 15 Einsätze und belegte mit dem Klub den sechsten Tabellenplatz. In der Folgesaison spielte Andersen in 33 Spielen. Für ihn und dem Verein stand zum Saisonende der Pokalsieg nach einem 3:2 im Finale gegen Esbjerg fB. In den Folgejahren kam Andersen zu weiteren 56 Einsätzen.
Im August 2011 wechselte Andersen – fünf Monate vor Ablauf seines Vertrags bei Brøndby – nach Frankreich zum FC Évian Thonon Gaillard, der in die Ligue 1 aufgestiegen war. Dort spielte er mit seinen Landsmännern Daniel Wass und Christian Poulsen und war er zunächst als Ersatztorwart vorgesehen. Nach einer Verletzung des Stammtorwarts kam er in seiner ersten Saison 30-mal zum Einsatz.
Im Sommer 2013 unterschrieb Andersen einen Zweijahresvertrag beim spanischen Erstligisten Betis Sevilla. Bis Januar 2014 kam er nur zu sieben Einsätzen. Am 30. Januar 2014 wurde er bis Saisonende in die Niederlande zu Go Ahead Eagles Deventer verliehen und absolvierte 13 Spiele.
Im Sommer 2014 kehrte Andersen nach Dänemark zum FC Kopenhagen zurück; er unterschrieb einen Dreijahresvertrag. In der Saison 2014/15 war er Stammtorhüter und verpasste mit dem FC Kopenhagen den Gewinn der dänischen Meisterschaft. Auch in der Hinrunde der Folgesaison war er die Nummer 1 im Tor, verlor dann allerdings nach einer Verletzung seinen Stammplatz an Robin Olsen. Trotz seiner Reservistenrolle verlängerte er seinen zum 30. Juni 2017 auslaufende Vertragslaufzeit bis 2019. Auch nach dem Abgang von Robin Olsen war Andersen Ersatztorhüter, denn in der Folgezeit wurden ihm zunächst Jesse Joronen und danach Karl-Johan Johnsson vorgezogen. Zum Ende der Saison 2020/21 verließ er den FC Kopenhagen.
Im September 2021 schloss sich Stephan Andersen dem Amateurverein VB 1968 an.

### Nationalmannschaft
Andersen machte von 2001 bis 2003 26 Länderspiele für die Jugendnationalmannschaften von Dänemark (5× U-20 und 21× U-21). Am 21. März 2004 machte Andersen im Rahmen einer Amerika-Reise sein erstes Länderspiel für die Liga-Nationalmannschaft (eine Nationalmannschaft, in der nur Spieler aus der dänischen Liga spielen) gegen die USA, das Dänemark mit 3:1 gewann. Auch beim zweiten Spiel gegen den CD Aguila stand er zwischen den Pfosten.
Sein erstes A-Länderspiel bestritt Andersen am 31. März 2004 bei der 0:2-Niederlage in Gijón gegen Spanien. Er wurde dort in der Halbzeitpause für Thomas Sørensen eingewechselt. Mit der Nationalmannschaft nahm er an der Fußball-Europameisterschaft 2004 in Portugal teil, wurde jedoch nicht eingesetzt.
Nachdem er zu Charlton Athletic gewechselt war, sich dort aber nicht hatte durchsetzen können, wurde er bis 2006 nicht mehr in die Nationalmannschaft berufen; eine Nominierung Ende Mai 2006 sollte auch seine einzige im Jahr 2006 bleiben. Zu regelmäßigen Nominierungen kommt Andersen seit März 2007. Am 6. September 2008 bestritt er erstmals seit seinem Debüt im März 2004 wieder ein Länderspiel. Im WM-Qualifikationsspiel gegen Ungarn stand er 90 Minuten im Tor. Trainer Morten Olsen berief Andersen in den Kader zur Fußball-Weltmeisterschaft 2010 in Südafrika. Im Turnier selbst kam er erneut nicht zum Einsatz; die Dänen schieden nach der Gruppenphase aus.
Nach einer Verletzung von Sørensen reiste Andersen als Stammtorwart der dänischen Nationalmannschaft zur Fußball-Europameisterschaft 2012. Auch nach dem EM-Endrundenturnier blieb er Stammkeeper und kam in allen zehn Spielen bei der Qualifikation zur WM 2014 zum Einsatz; die Qualifikation zur Teilnahme an der Endrunde wurde jedoch verpasst. Im Kalenderjahr 2014 war Andersen nicht mehr Stammtorhüter der dänischen Nationalmannschaft und kam in nur zwei von neun Partien zum Einsatz. Sein letztes Länderspiel war der 3:2-Sieg im Freundschaftsspiel in Aarhus gegen die USA am 25. März 2015.

## Erfolge

### Persönliche Erfolge
- Arla-Preis zum besten DBU-Nachwuchsspieler des U-21-Jahrgangs

### Erfolge mit den Vereinen
- Dänischer Pokalsieger: 2008, 2015, 2017
- Dänischer Meister: 2016, 2017

### Erfolge mit der Nationalmannschaft
- Teilnahme an der Fußball-Europameisterschaft 2004 (ohne Einsatz)
- Teilnahme an der Fußball-Weltmeisterschaft 2010 (ohne Einsatz)
- Teilnahme an der Fußball-Europameisterschaft 2012 (3 Spiele)